# دیموفو
دیموفو شهری در استان ویدین کشور بلغارستان است که جمعیت آن در سال ۲۰۰۱ میلادی ۱٬۳۴۳ نفر بوده‌است.